# Konstruktionsfehler
Ein Konstruktionsfehler ist ein Fehler im Bauplan eines Produktes. Im Zusammenhang mit Produkthaftung ist der Konstruktionsfehler ein Rechtsbegriff: „Ein Konstruktionsfehler ist ein Produktfehler, der eine vertragliche oder deliktische Produkthaftung des Herstellers begründet.“

## Umgangssprache
Umgangssprachlich bezeichnet der Begriff einen Irrtum beim Entwurf einer Konstruktion oder die Nichtbeachtung vorhandenen technischen Wissens, unabhängig davon, ob ein Produkt in größeren Stückzahlen oder für den Verkauf gefertigt wird.
Verwendungen im übertragenen Sinne sind vielfältig, zum Beispiel für einen schlecht formulierten sprachlichen Satz oder auch für Auswirkungen der natürlichen Evolution. Mit Konstruktionsfehlern behaftet ist die Fehlkonstruktion. Der Begriff wird im übertragenen Sinn auch in Politik und Wirtschaft verwendet.

## Abgrenzungen
Fachsprachlich unterscheidet man zwischen Konstruktionsfehlern, Instruktionsfehlern (mangelhafte Information des Verwenders) und Fabrikationsfehlern (Abweichung des Produkts vom Plan). Konstruktionsfehler haften in der Regel nicht nur einzelnen Produkten an, wie die Fabrikationsfehler, sondern einer ganzen Produktserie. Sie haben ihre Ursache schon in Planung und Entwicklung.
Eine Fehlkonstruktion kann durch Annahmen des Konstrukteurs oder Vorgaben des Kunden für das Produkt entstehen, die mit den späteren Umgebungsbedingungen oder der vorgesehenen Verwendung nicht übereinstimmen. Die Gefährdung der Betriebssicherheit ist rechtlich relevant.

## Rechtliche Definitionen
Die Haftung regelt in Deutschland das Produktsicherheitsgesetz, überlässt die Definition aber der Rechtsprechung. Während eine ältere gerichtliche Auffassung davon ausging, dass ein Konstruktionsfehler vorliege, wenn ein Produkt „den berechtigten Erwartungen seiner voraussehbaren Benutzer nicht entspricht“, orientiert sich die neuere Rechtsprechung eher daran, dass ein Konstruktionsfehler vorliege, wenn eine vorhandene Konstruktionsalternative nicht gewählt worden sei, die den Schaden hätte verhindern können. Nach dieser Auffassung liegt ein Konstruktionsfehler also nicht nur dann vor, wenn es fehlerhaft sei, sondern wenn es nicht „dem neuesten Stand von Wissenschaft und Technik“ entspreche.

## Auswirkungen und Vermeidung
Im Qualitätsmanagement besagt die Zehnerregel der Fehlerkosten, dass sich mit jedem Eintritt in eine neue Produktlebensphase (Konzeption, Entwicklung, Fertigung, Auslieferung) die Kosten zur Behebung eines Fehlers verzehnfachen. Ein Konstruktionsfehler kann also noch in der Konstruktionsphase relativ kostengünstig behoben werden, da nur die Konstruktionsunterlagen korrigiert werden müssen. Fällt er erst bei der Fertigung auf, müssen unter Umständen bereits bestehende Fertigungseinrichtungen modifiziert werden. Nach Auslieferung können teure Rückrufaktionen notwendig werden. Deswegen wird versucht, Konstruktionsfehler möglichst frühzeitig zu ermitteln.
In der Konstruktionsphase werden deswegen beispielsweise Design Reviews, die mehrfache systematische Überprüfung der Konzeption bzw. Konstruktion durch ein interdisziplinäres Team (siehe Design Review Based on Failure Mode), und Design-FMEAs durchgeführt. Simulationen wie Festigkeits- und Strömungsberechnungen mittels FEM, Schaltungssimulationen, aber auch Versuche mit Modellen im Windkanal haben zum Ziel, die Tauglichkeit der Konstruktion zu bestätigen.
Nach Abschluss der Konstruktionsphase können mit Prototypen bzw. Nullserienmodellen, die realitätsnahen Belastungstests ausgesetzt werden, Konstruktionsfehler vor Beginn der Serienfertigung aufgedeckt werden. Bekanntes Beispiel sind hier die Erlkönige in der Automobilindustrie.

## Beispiele
Ein bekanntes Beispiel für einen Konstruktionsfehler ist die erste Ausführung der Tay-Brücke: Sie hielt den normalen Belastungen des Eisenbahnbetriebes stand, erst ein heftiger Sturm ließ sie einstürzen, als sie gleichzeitig von einem Schnellzug befahren wurde. Ursachen für den Einsturz waren falsche Annahmen bei der Berechnung (durch die Konstrukteure), schwere Ausführungsmängel (z. B. waren die örtlich hergestellten Gusseisen-Pfeiler zum Teil mangelhaft) und fehlende Konsequenzen im Betrieb (schon vorher fielen Teile von der Eisenbrücke herunter, ohne dass die Ursachen gesucht wurden).
Ein weiteres Beispiel stellt der Siemens Combino dar. Bei der Entwicklung und Konstruktion dieser Niederflur-Straßenbahnwagenbaureihe kam ein Formelwerk zum Einsatz, welches üblicherweise für konventionelle Hochflurfahrzeuge verwendet wird. Dies hatte eine Unterschätzung der zwischen den Wagenkästen tatsächlich wirksamen Kräfte zur Folge, wodurch Risse in den Verbindungen zwischen Dach und Seitenwand entstanden und sich Verbindungen des Aluminiumrahmens lösten.